# 故宫研究院
故宫研究院，是北京故宫博物院下属的高端学术研究平台，为非建制单位。

## 简介
2003年，故宫博物院院长郑欣淼正式提出“故宫学”。2003年起，在故宫学研究方面，故宫博物院成立科研处，以统筹与管理学术研究，并相继成立古陶瓷研究中心（2005年10月10日在延禧宫成立）、古书画研究中心（2005年10月10日在延禧宫成立）、古建筑保护研究中心（2007年4月25日成立）、明清宫廷史研究中心（2009年10月20日在建福宫敬胜斋成立）、藏传佛教文物研究中心（2009年10月16日在中正殿一区成立）。2010年9月26日，为庆祝故宫博物院建院85周年暨紫禁城建成590周年，故宫博物院故宫学研究所在北京故宫成立，并于当天召开故宫学研讨会。该所设在景山前街4号。
2013年10月23日，故宫研究院成立大会在故宫博物院举行。中华人民共和国文化部副部长项兆伦、故宫博物院院长单霁翔、故宫研究院院长郑欣淼、国家文物局副局长董保华等出席。故宫研究院成立时，下设“一室一站四所五中心”，包括研究室、博士后科研工作站、故宫学研究所、考古研究所、古文献研究所、明清档案研究所、古书画研究中心、古陶瓷研究中心、明清宫廷史研究中心、藏传佛教文物研究中心、古建筑研究中心、《故宫博物院院刊》编辑部。
故宫研究院开展对明清宫廷文化及院藏文物、档案的研究，组织实施国家及故宫博物院的重大科研课题项目。故宫研究院古文献研究所还计划重新梳理故宫博物院藏全部甲骨文，希望在2018年后出版甲骨文文献。
2013年7月，故宫博物院博士后科研工作站获准成立，是中国首次在文博系统设博士后工作站。故宫研究院成立后，博士后科研工作站改隶故宫研究院。
2014年8月13日，明清官式建筑保护研究国家文物局重点科研基地暨故宫研究院古建筑研究所成立揭牌仪式在故宫博物院建福宫花园举行。所长由晋宏逵研究馆员担任。这是故宫博物院继2008年成立的古陶瓷保护研究国家文物局重点科研基地后的第二个国家文物局重点科研基地，故宫博物院也成为截至2014年中国唯一一家拥有两个国家文物局重点科研基地的依托单位。
2014年10月15日，故宫博物院举行系列活动纪念故宫文物专家、戏曲学家朱家溍百年诞辰，并成立故宫研究院宫廷戏曲研究所。故宫研究院院长郑欣淼为宫廷戏曲研究所所长王跃工颁发聘书，并宣布宫廷戏曲研究所近中期研究规划：自成立到2016年，拟启动编纂《清代宫廷戏剧史编年》、编辑出版《故宫百科全书·戏剧文物卷》、整理修复戏曲老唱片、宫廷戏曲走出国门；自2017年到2020年，拟完成出版《清代宫廷戏剧史编年》、戏曲研究向纵深发展。
2015年2月27日，故宫博物院召开新闻发布会，宣布成立明清宫廷制作技艺研究所、文博法治研究所，并同中国政法大学、美国世界文物保护基金会、中国社会科学院历史研究所签署合作协议。明清宫廷制作技艺研究所制定了两步走的研究计划：第一步从成立到2016年底，启动《乾隆花园内檐装修特种技艺恢复实录》、“清宫藏毯”研究，并完成《故宫博物院藏明清家具全集》等；第二步从2017年到2020年，将上述研究成果以及“乾隆御制诗文款识玉器”的研究，通过各种形式推出。

## 机构设置
- 研究室
- 博士后科研工作站
- 故宫学研究所
- 考古研究所
- 古文献研究所
- 明清档案研究所
- 古建筑研究所（明清官式建筑保护研究国家文物局重点科研基地）
- 宫廷戏曲研究所
- 明清宫廷制作技艺研究所
- 文博法治研究所
- 钟表研究所[12]
- 宫廷原状研究所[12]
- 故宫文物南迁研究所[12]
- 世界文明古国研究所[12]
- 影视研究所[12]
- 古书画研究中心
- 古陶瓷研究中心（古陶瓷保护研究国家文物局重点科研基地）
- 明清宫廷史研究中心
- 藏传佛教文物研究中心
- 《故宫博物院院刊》编辑部

另外，故宫研究院与苏州金砖博物馆合办“金砖研究室”，在长沙简牍博物馆挂牌故宫研究院“简牍研究室”。

## 历任院长
- 郑欣淼（2013年10月—）